# Голландский переплёт
Голла́ндский, или интегра́льный, переплёт — это разновидность твёрдого переплёта, в котором крышка изготавливается из цельного куска ламинированного картона. В отличие от переплёта 7БЦ, изготовление крышки проще за счёт отсутствия трудоёмких операций приклейки отстава и сторонок. Интегральная переплетная крышка состоит из единого листа картона, предварительно запечатанного и ламинированного, с загнутыми и приклеенными кромками. Линии сгиба корешка бигуются. За счет выбора толщины картона (плотностью от 200 до 500 г/м2) и ламината придаётся необходимая жесткость.
Технологическая цепочка по изготовлению интегрального переплета состоит из операций вырубки, загибки и приклейки кромок. Все эти процедуры выполняются на одной-двух машинах в автоматическом режиме с высокой производительностью — до 10 тыс. крышек в час. Для работы достаточно одного-двух операторов.
Все остальные процессы изготовления книг (печать блока и обложки, фальцовка, подборка и сшивка блока, вставка блока и переплетной крышки) как в твердом, так и в интегральном переплете одинаковы.